# راوول بيلانوفا
راوول بيلانوفا (مواليد 17 مايو 2000) هو لاعب كرة قدم إيطالي يلعب في مركز الظهير الأيمن في نادي بيسكارا.

## روابط خارجية
- راوول بيلانوفا على موقع الاتحاد الأوربي (الإنجليزية)
- راوول بيلانوفا على موقع قاعدة بيانات كرة القدم.إي يو (الإنجليزية)
- راوول بيلانوفا على موقع ليكيب (الفرنسية)
- راوول بيلانوفا على موقع Soccerbase.com (لاعب) (الإنجليزية)
- راوول بيلانوفا على موقع Soccerway.com (الإنجليزية)
- راوول بيلانوفا على موقع عالم كرة القدم.نت (الإنجليزية)
- راوول بيلانوفا على موقع AS.com (الإسبانية)